# Diego Martínez de Hurdaide
Diego Martínez de Hurdaide (Zacatecas, Zacatecas, Virreinato de la Nueva España, 1564-1626) fue un capitán novohispano y alcalde mayor de Sinaloa.

## Biografía
Nació en la ciudad de Zacatecas, en 1564, hijo de padre vizcaíno y madre novohispana. Fue soldado de Francisco de Urdiñola, gobernador del Reino de la Nueva Vizcaya.
Ascendió a alcalde mayor de Sinaloa en 1600, según las órdenes del virrey Gaspar de Zúñiga Acevedo y Velasco. Su primer encargo fue una expedición contra los indios chínipas, en territorio de la región de Chínipas, hoy en el estado de Chihuahua, al noreste del pueblo sonorense de Álamos, a los que venció con gran dificultad.
Sobresalió en varios hechos de armas en las proximidades del Río Zuaque (actualmente, Río Fuerte, Sinaloa), donde combatió a los belicosos indios zuaques; en las veras del Río Sinaloa, donde luchó contra los guasaves, así como en la región del Río Yaqui, donde entabló batallas contra los yaquis. En cambio, se ganó la confianza de los ahomes, que habitaban aguas abajo de los zuaques, cerca de la desembocadura del Río Fuerte.
Martínez de Hurdaide, el amigo de los ahomes, enérgico colonizador y astuto en el campo de batalla, nunca pudo derrotar a los yaquis. Negoció la paz en 1615 entre los jefes de esa tribu y el gobierno novohispano, al que él representaba. En 1617 logró una pacificación, no definitiva, ya que en siglos posteriores al XVII, los yaquis volverían a empuñar las armas contra los españoles y los mestizos mexicanos.